# 10827 Doikazunori
10827 Doikazunori è un asteroide della fascia principale. Scoperto nel 1993, presenta un'orbita caratterizzata da un semiasse maggiore pari a 2,2116806 UA e da un'eccentricità di 0,2066460, inclinata di 2,39488° rispetto all'eclittica.
Prende nome da Kazunori Doi, un architetto e astronomo dilettante giapponese, progettista di alcuni osservatori astronomici del Giappone.